# Formuła 1 Sezon 1966
Sezon 1966 Formuły 1 był 17. sezonem organizowanych przez FIA wyścigów. Rozpoczął się 22 maja 1966, i zakończył 23 października po dziewięciu wyścigach.
Film Grand Prix jest fikcyjną wersją rozgrywanych w 1966 roku wyścigów, zawiera on zarówno reżyserowane sceny jak i zdjęcia z prawdziwych wyścigów.

## Podsumowanie sezonu
Sezon ten był pierwszym w którym maksymalna dopuszczona pojemność silnika wynosiła 3 litry (dwa razy więcej niż w latach poprzednich). Ferrari wydawało się być tak dobrze przygotowane jak w 1961 roku, ale John Surtees postanowił przejść do Coopera po sporze w Le Mans. Jack Brabham wywalczył trzecie w karierze mistrzostwo, tym razem bolidem własnej konstrukcji. BRM i Lotus przez większość sezonu używali 2-u litrowych silników. Silnik H16 zrobiony przez BRM nie spełniał oczekiwań, chociaż Jim Clark wygrał Grand Prix USA w swoim Lotusie napędzanym właśnie tym silnikiem. Według przepisów wprowadzonych w 1966 roku zawodnik który nie przejechał 90% trasy wyścigu nie otrzymywał punktów nawet jeżeli został sklasyfikowany w pierwszej szóstce.

## Przegląd sezonu
| Rnd | Wyścig                       | Data            | Miejsce            | Zwycięzca           | Konstruktor     |
| --- | ---------------------------- | --------------- | ------------------ | ------------------- | --------------- |
| 1   | Grand Prix Monako            | 22 maja         | Monako             | Jackie Stewart      | BRM             |
| 2   | Grand Prix Belgii            | 12 czerwca      | Spa-Francorchamps  | John Surtees        | Ferrari         |
| 3   | Grand Prix Francji           | 3 lipca         | Reims-Gueux        | Jack Brabham        | Brabham-Repco   |
| 4   | Grand Prix Wielkiej Brytanii | 16 lipca        | Brands Hatch       | Jack Brabham        | Brabham-Repco   |
| 5   | Grand Prix Holandii          | 24 lipca        | Zandvoort          | Jack Brabham        | Brabham-Repco   |
| 6   | Grand Prix Niemiec           | 7 sierpnia      | Nürburgring        | Jack Brabham        | Brabham-Repco   |
| 7   | Grand Prix Włoch             | 4 września      | Monza              | Ludovico Scarfiotti | Ferrari         |
| 8   | Grand Prix USA               | 2 października  | Watkins Glen       | Jim Clark           | Lotus-BRM       |
| 9   | Grand Prix Meksyku           | 23 października | Hermanos Rodríguez | John Surtees        | Cooper-Maserati |

## 1966 Klasyfikacja końcowa konstruktorów
| Miejsce | Konstruktor         | Punktów |
| ------- | ------------------- | ------- |
| 1       | Brabham-Repco       | 42 (49) |
| 2       | Ferrari             | 31 (32) |
| 3       | Cooper-Maserati     | 30 (35) |
| 4       | BRM                 | 22      |
| 5       | Lotus-BRM           | 13      |
| 6       | Lotus-Climax        | 8       |
| 7       | Eagle-Climax        | 4       |
| 8       | Honda               | 3       |
| 9       | McLaren-Ford        | 2       |
| 10      | Brabham-Climax      | 1       |
| 11      | McLaren-Serenissima | 1       |
| 12      | Brabham-BRM         | 1       |
| 13      | Eagle-Weslake       | 0       |
| 14      | Shannon-Climax      | 0       |
| 15      | Cooper-Ferrari      | 0       |

## 1966 Klasyfikacja końcowa kierowców
| Pos. | Kierowca            | MON | BEL | FRA | GBR | NED | GER | ITA | USA | MEX | Pts.    |
| ---- | ------------------- | --- | --- | --- | --- | --- | --- | --- | --- | --- | ------- |
| 1    | Jack Brabham        | NS  | 4   | 1   | 1   | 1   | 1   | NS  | NS  | 2   | 42 (45) |
| 2    | John Surtees        | NS  | 1   | NS  | NS  | NS  | 2   | NS  | 3   | 1   | 28      |
| 3    | Jochen Rindt        | NS  | 2   | 4   | 5   | NS  | 3   | 4   | 2   | NS  | 22 (24) |
| 4    | Denny Hulme         | NS  | NS  | 3   | 2   | NS  | NS  | 3   | NS  | 3   | 18      |
| 5    | Graham Hill         | 3   | NS  | NS  | 3   | 2   | 4   | NS  | NS  | NS  | 17      |
| 6    | Jim Clark           | NS  | NS  | NW  | 4   | 3   | NS  | NS  | 1   | NS  | 16      |
| 7    | Jackie Stewart      | 1   | NS  |     | NS  | 4   | 5   | NS  | NS  | NS  | 14      |
| 8    | Mike Parkes         |     |     | 2   |     | NS  | NS  | 2   |     |     | 12      |
| 9    | Lorenzo Bandini     | 2   | 3   | NC  |     | 6   | 6   | NS  | NS  |     | 12      |
| 10   | Ludovico Scarfiotti |     |     |     |     |     | NS  | 1   |     |     | 9       |
| 11   | Richie Ginther      | NS  | 5   |     |     |     |     | NS  | NC  | 4   | 5       |
| 12   | Dan Gurney          |     | NC  | 5   | NS  | NS  | 7   | NS  | NS  | 5   | 4       |
| 13   | Mike Spence         | NS  | NS  | NS  | NS  | 5   | NS  | 5   | NS  | NW  | 4       |
| 14   | Bob Bondurant       | 4   | NS  |     | 9   |     | NS  | 7   | DSQ | NS  | 3       |
| 15   | Jo Siffert          | NS  | NS  | NS  | NC  | NS  |     | NS  | 4   | NS  | 3       |
| 16   | Bruce McLaren       | NS  | NW  |     | 6   | NW  |     |     | 5   | NS  | 3       |
| 17   | Peter Arundell      |     | NW  | NS  | NS  | NS  | 8   | 8   | 6   | 7   | 1       |
| 18   | Jo Bonnier          | NC  | NS  | NC  | NS  | 7   | NS  | NS  | NC  | 6   | 1       |
| 19   | Bob Anderson        | NS  |     | 7   | NC  | NS  | NS  | 6   |     |     | 1       |
| 20   | John Taylor         |     |     | 6   | 8   | 8   | NS  |     |     |     | 1       |
| 21   | Chris Irwin         |     |     |     | 7   |     |     |     |     |     | 0       |
| 22   | Ronnie Bucknum      |     |     |     |     |     |     |     | NS  | 8   | 0       |
| 23   | Chris Amon          |     |     | 8   |     |     |     | DK  |     |     | 0       |
| 24   | Guy Ligier          | NC  | NC  | NC  | 10  | 9   | NW  |     |     |     | 0       |
| 25   | Geki                |     |     |     |     |     |     | 9   |     |     | 0       |
| 26   | Chris Lawrence      |     |     |     | 11  |     | NS  |     |     |     | 0       |
| –    | Giancarlo Baghetti  |     |     |     |     |     |     | NC  |     |     | 0       |
| –    | Pedro Rodríguez     |     |     | NS  |     |     |     |     | NS  | NS  | 0       |
| –    | Innes Ireland       |     |     |     |     |     |     |     | NS  | NS  | 0       |
| –    | Trevor Taylor       |     |     |     | NS  |     |     |     |     |     | 0       |
| –    | Moisés Solana       |     |     |     |     |     |     |     |     | NS  | 0       |
| –    | Phil Hill           |     |     |     |     |     |     | DK  |     |     | 0       |
| Pos. | Kierowca            | MON | BEL | FRA | GBR | HOL | GER | ITA | USA | MEX | Pts.    |

| Legenda oznaczeń w tabelach wyników Wyświetl szablon na nowej stronie | Legenda oznaczeń w tabelach wyników Wyświetl szablon na nowej stronie                                                                     |
| Oznaczenie                                                            | Wyjaśnienie |
| --------------------------------------------------------------------- | --- |
| Złoty                                                                 | Zwycięzca lub mistrzostwo |
| Srebrny                                                               | 2. miejsce lub wicemistrzostwo |
| Brązowy                                                               | 3. miejsce lub II wicemistrzostwo |
| Zielony                                                               | Ukończył, punktował (w klasyfikacji generalnej, gdy zdobył co najmniej jeden punkt na przestrzeni sezonu, poza trzema powyższymi opcjami) |
| Niebieski                                                             | Ukończył, nie punktował (w klasyfikacji generalnej, gdy nie zdobył co najmniej jednego punktu na przestrzeni sezonu)                      |
| Czerwony                                                              | Nie zakwalifikował się (NZ) |
| Czerwony                                                              | Nie prekwalifikował się (NPK) |
| Różowy                                                                | Nie ukończył (NU) |
| Różowy                                                                | Niesklasyfikowany (NS) (w klasyfikacji generalnej, gdy nie został sklasyfikowany w żadnym wyścigu sezonu)                                 |
| Czarny                                                                | Zdyskwalifikowany (DK) |
| Czarny                                                                | Wykluczony (WYK/EX) |
| Biały                                                                 | Nie wystartował (NW) |
| Biały                                                                 | Kontuzjowany (K/INJ) |
| Biały                                                                 | Wyścig odwołany (OD/C) |
| Bez koloru                                                            | Został wycofany (WYC/WD) |
| Bez koloru                                                            | Nie przybył (NP/DNA) |
| Bez koloru                                                            | Nie brał udziału w treningach (NT/DNP) |
| Bez koloru                                                            | Nie został zgłoszony (–) |
| Pogrubienie                                                           | Start z pole position |
| Kursywa                                                               | Najszybsze okrążenie wyścigu |
| †                                                                     | Nie ukończył, ale jego rezultat został zaliczony ze względu na przejechanie więcej niż 90% dystansu wyścigu.                              |
| *                                                                     | Sezon w trakcie |
| 1/2/3                                                                 | Punktowana pozycja w sprincie kwalifikacyjnym                                                                                             |
| Lista systemów punktacji Formuły 1                                    | |

| Miejsce | Kierowca            | Kraj          | Punktów | Zwycięstw | Podium | PP |
| ------- | ------------------- | ------------- | ------- | --------- | ------ | -- |
| 1       | Jack Brabham        | Australia     | 42 (45) | 4         | 5      | 3  |
| 2       | John Surtees        | UK            | 28      | 2         | 4      | 2  |
| 3       | Jochen Rindt        | Austria       | 22 (24) |           | 3      |    |
| 4       | Denny Hulme         | Nowa Zelandia | 18      |           | 4      |    |
| 5       | Graham Hill         | UK            | 17      |           | 3      |    |
| 6       | Jim Clark           | UK            | 16      | 1         | 2      | 2  |
| 7       | Jackie Stewart      | UK            | 14      | 1         | 1      |    |
| 8       | Mike Parkes         | UK            | 12      |           | 2      | 1  |
| 9       | Lorenzo Bandini     | Włochy        | 12      |           | 2      | 1  |
| 10      | Ludovico Scarfiotti | Włochy        | 9       | 1         | 1      |    |
| 11      | Richie Ginther      | USA           | 5       |           |        |    |
| 12      | Dan Gurney          | USA           | 4       |           |        |    |
| 13      | Mike Spence         | UK            | 4       |           |        |    |
| 14      | Bob Bondurant       | USA           | 3       |           |        |    |
| 15      | Jo Siffert          | Szwajcaria    | 3       |           |        |    |
| 16      | Bruce McLaren       | Nowa Zelandia | 3       |           |        |    |
| 17      | Peter Arundell      | UK            | 1       |           |        |    |
| 18      | Jo Bonnier          | Szwecja       | 1       |           |        |    |
| 19      | Bob Anderson        | UK            | 1       |           |        |    |
| 20      | John Taylor         | UK            | 1       |           |        |    |
| 21      | Chris Irwin         | UK            |         |           |        |    |
| 22      | Ronnie Bucknum      | USA           |         |           |        |    |
| 23      | Chris Amon          | Nowa Zelandia |         |           |        |    |
| 24      | Guy Ligier          | Francja       |         |           |        |    |
| 25      | Geki                | Włochy        |         |           |        |    |
| 26      | Chris Lawrence      | UK            |         |           |        |    |
| –       | Giancarlo Baghetti  | Włochy        |         |           |        |    |
| –       | Pedro Rodríguez     | Meksyk        |         |           |        |    |
| –       | Innes Ireland       | UK            |         |           |        |    |
| –       | Trevor Taylor       | UK            |         |           |        |    |
| –       | Moisés Solana       | Meksyk        |         |           |        |    |
| –       | Phil Hill           | USA           |         |           |        |    |

## Wyniki wyścigów nie zaliczonych do mistrzostw
| Nazwa Wyścigu             | Tor           | Data        | Zwycięzca    | Konstruktor   |
| ------------------------- | ------------- | ----------- | ------------ | ------------- |
| Grand Prix RPA            | Prince George | 1 stycznia  | Mike Spence  | Lotus-Climax  |
| Grand Prix Syrakuz        | Syrakuzy      | 1 kwietnia  | John Surtees | Ferrari       |
| BRDC International Trophy | Silverstone   | 14 maja     | Jack Brabham | Brabham-Repco |
| International Gold Cup    | Oulton Park   | 17 września | Jack Brabham | Brabham-Repco |